# コスモス:時空と宇宙
『コスモス：時空と宇宙』（原題:Cosmos: A Spacetime Odyssey）は2014年3月9日から2014年6月8日までアメリカで放送された宇宙ドキュメンタリー番組であり、『コスモス(COSMOS)』のリブート版である。日本での番組名は『コスモス:時空と宇宙』。
2020年には続編『コスモス：いくつもの世界』(原題：Cosmos: Possible Worlds)が放送された。

## 概要
本作は1980年に制作・放送されたドキュメンタリー番組『コスモス』のリブート版というコンセプトで新規に番組制作されている。司会はニール・ドグラース・タイソンが務める。アメリカでは米FOXチャンネルで3月9日に放送開始である。オバマ大統領が冒頭に出演する初回放送について、日本では（ナショナルジオグラフィックチャンネルも傘下に治めている）FOX系列の全専門チャンネルが同時放送を行なった。第2回以降の放送についてはナショナルジオグラフィックチャンネルのみで行われている。
前述の『コスモス』に比べ、アニメやCGを用いた映像表現が多く採り入れられている。
『コスモス』の司会役だったカール・セーガンの妻だったアン・ドルーヤン(Ann Druyan)が、プロデュ―サー兼脚本家としてかかわっている。
コメディアンのセス・マクファーレンが製作総指揮の一人であり、また、マクファーレンと仕事をしているen:Kara Vallowが製作を担当している。
2015年7月30日と8月6日にはNHK、BSプレミアムで放送されている天文番組コズミックフロント☆NEXTが「コズミック×COSMOS 宇宙の旅」としてコスモス:時空と宇宙とコラボレーションし、2週に分かれて、第1話「銀河系に立つ」と第4話「空に溢れる幻想の世界」を放送した。

## 放送リスト
日本語版の原題は、ナショナルジオグラフィックチャンネルでの本放送時のタイトルに準拠。
| 話数 | サブタイトル         | 原題                                 |
| ---- | -------------------- | ------------------------------------ |
| 1    | 銀河に立つ           | Standing Up in the Milky Way         |
| 2    | 生命の流れ           | Some of the Things That Molecules Do |
| 3    | 知識の栄光           | When Knowledge Conquered Fear        |
| 4    | 空に溢れる幻想の世界 | A Sky Full of Ghosts                 |
| 5    | 光と影               | Hiding in the Light                  |
| 6    | より深い世界へ       | Deeper, Deeper, Deeper Still         |
| 7    | クリーンルーム       | The Clean Room                       |
| 8    | 太陽の姉妹           | Sisters of the Sun                   |
| 9    | 地球という世界       | The Lost Worlds of Planet Earth      |
| 10   | 電気に魅せられた少年 | The Electric Boy                     |
| 11   | 永遠の命             | The Immortals                        |
| 12   | 解き放たれた世界     | The World Set Free                   |
| 13   | 未知を楽しむ         | Unafraid of the Dark                 |